# 1971 في الصين
فيما يلي قوائم الأحداث التي وقعت خلال عام 1971 في الصين.

## سياسة

### انتهاء فترة المنصب
- 13 سبتمبر – لين بياو وزير الدفاع الوطني [الإنجليزية]‏، نائب رئيس مجلس الدولة في جمهورية الصين الشعبية.

## مواليد

### يناير
- 26 يناير – أحمد طورسون

### مايو
- 3 مايو – وانغ يان منافِسة أوليمبية صينية.

### يونيو
- 29 يونيو – وانغ فنغ مغني صيني.

### أغسطس
- 27 أغسطس – جوليان تشانغ

### سبتمبر
- 4 سبتمبر – أنيتا يوان

### أكتوبر
- 1 أكتوبر – جيجي لاي
- 10 أكتوبر – عبد الحق التركستاني
- 26 أكتوبر – ستيفن ما

### نوفمبر
- 12 نوفمبر – تشن قوانغ تشنغ محامي صيني.

## وفيات

### يناير
- 1 يناير – يولبارس خان (مواليد 1888) قاضي صيني.
- 18 يناير – وون يونغ تشون (مواليد 1890) عالم نبات صيني.

### سبتمبر
- 13 سبتمبر – لين بياو (مواليد 1907) سياسي صيني.